# Вильдюбер
Вильдюбе́р (фр. Villedubert) — коммуна во Франции, находится в регионе Лангедок — Руссильон. Департамент коммуны — Од. Входит в состав кантона Капандю. Округ коммуны — Каркасон.
Код INSEE коммуны — 11422.

## Население
Население коммуны на 2008 год составляло 346 человек.
| 1962 | 1968 | 1975 | 1982 | 1990 | 1999 | 2008 |
| ---- | ---- | ---- | ---- | ---- | ---- | ---- |
| 178  | 180  | 186  | 254  | 276  | 285  | 346  |

## Экономика
В 2007 году среди 238 человек в трудоспособном возрасте (15—64 лет) 173 были экономически активными, 65 — неактивными (показатель активности — 72,7 %, в 1999 году было 78,8 %). Из 173 активных работали 163 человека (90 мужчин и 73 женщины), безработных было 10 (4 мужчины и 6 женщин). Среди 65 неактивных 18 человек были учениками или студентами, 28 — пенсионерами, 19 были неактивными по другим причинам.

## Достопримечательности
- Дольмен Периер
- Романская церковь XI века